# Nicolas René Marie de Penfentenyo
Nicolas René Marie de Penfentenyo, dit "marquis" (par courtoisie) de Cheffontaines, né à Saint-Malo le 25 juin 1770, mort à Nantes le 18 septembre 1849, est un militaire et homme politique français.

## Biographie
Nicolas René Marie de Penfentenyo est le fils cadet de Jonathas Ier Marie Hyacinthe de Penfentenyo, dit "marquis" (par courtoisie) de Cheffontaines, et de Julie Eon du Vieux-Chatel.
Il émigra en 1790 et devint, en 1792, aide de camp de Louis Antoine de Bourbon-Condé, duc d'Enghien, jusqu'en 1801. En 1794, il est capitaine au régiment des Hussards du prince Louis de Rohan. Il reçoit son brevet de major en 1797. Il devint maréchal de camp le 14 février 1815 et aide de camp du duc de Bourbon le 13 mars suivant, tout en commandant le département des Côtes-du-Nord. De 1820 à 1825, il commande successivement les subdivisions militaires du Morbihan, du Pas-de-Calais et de la Loire-Inférieure.
Il est député du Finistère de 1822 à 1827. Le 20 août 1830, Louis-Philippe Ier adresse une ordonnance au ministre de la Guerre qui l'exclut, ainsi que de nombreux autres généraux, du cadre de l'armée active.
Il est chevalier de l'ordre de Saint-Louis, commandeur de la Légion d'honneur.
Marié avec Marie Jeanne Françoise de Penfentenyo puis avec Justine Gullmann (fille du négociant-armateur nantais Henri-Albert Gullmann et de Marie Josèphe Perrine Boudin de Lannuguy), il est le beau-père de Charles de Bruc de Montplaisir, maire de Vallet.

## Sources
- « Nicolas René Marie de Penfentenyo », dans Adolphe Robert et Gaston Cougny, Dictionnaire des parlementaires français, Edgar Bourloton, 1889-1891 [détail de l’édition]